# Раад ибн Зейд
Раад ибн Зейд (араб. رعد بن زيد; род. 18 февраля 1936 года, Берлин) — иорданский и иракский принц из династии Хашимитов, глава Королевского дома Ирака и Сирии с 18 октября 1970 года.

## Биография
Раад ибн Зейд родился в Берлине, 18 февраля 1936 года. Его отец Зейд ибн Хусейн, в то время был послом Ирака в Германии. Раад является двоюродным братом короля Иордании Талала и короля Ирака Гази. Во время свержения монархии в Ираке, он вместе с семьёй проживал в Великобритании, так как его отец был тогда послом Ирака в Великобритании. Раад получил образование в одном из университетов Александрии, а затем в Колледже-Христа, (Кембридж). После завершения учёбы, был назначен Камергером Королевского двора Иордании. Также работал в различных благотворительных организациях.
Он является доверенным лицом и помощником короля Иордании.
После смерти отца в 1970 году, стал главой Королевского дома Ирака и Сирии. Помимо него, до 2022 года претендентом на Иракский престол считал себя Шариф Али ибн аль-Хусейн.

## Личная жизнь
Раад ибн Зейд женился 5 августа 1963 года на Маргарете Инге Элизабет Линд (род. 5 сентября 1942), в королевском дворце Аммана. В браке родилось четыре сына и одна дочь.
- Принц Зейд ибн Раад (род. 26 января 1964, Амман)
- Принц Миред ибн Раад (род. 11 июня 1965, Амман)
- Принц Фираз ибн Раад (род. 12 октября 1969, Амман)
- Принц Фейсал ибн Раад (род. 6 марта 1975, Амман)
- Принцесса Фахрельнисса бинт Раад (род. 11 января 1981, Амман)